# 根津遊廓
根津遊廓（ねづ ゆうかく）は、根津（現在は東京都文京区の一部）にあった遊廓である。

## 概要
江戸時代前期の1706年、根津神社の社殿新造のため集まった大工や左官ら職人相手の居酒屋ができ、女性に接客させるようになった。それが私娼の集まる岡場所（非公認の遊廓）となった。1842年（天保13年）、水野忠邦による天保の改革によって禁止されて新吉原に移されたが、実際の営業は続いた。幕末の慶応年間に江戸幕府陸軍奉行の許可を得て遊廓が建設され、徐々に繁昌した。
明治3年（1870年）、根津八重垣町の両側に桜200余株を植え、総門をかまえて新吉原に倣った。だが元々は年限を限って許可された遊廓であり、1888年（明治21年）6月末日をもって撤去され、当局は洲崎において営業を継続するものにこれを許可した。移転にあたっては、東京帝国大学に近く、政府から風紀上、問題視されていたとも伝えられる。一部の東大生が根津遊郭に入り浸ったため、文部省は東大の方を千葉県に移転することも検討したほどであった。東大生だった文豪の坪内逍遥は根津で見染めた遊女・花紫を後に妻に迎えている。
翌日の1888年（明治21年）7月1日、遊郭は洲崎（現・東京都江東区東陽）に移転した。洲崎遊廓は、洲崎弁天町一丁目・二丁目にあった。同地は1887年（明治20年）5月の埋め立てにより、深川区に編入された土地であった。東北は川を隔てて西平井町に対し、西は一条の浅い渠を隔てて埋め立て地に面し、南は永代浦に迫った。遊廓の敷地は5万坪であった。